# 덤플링 (영화)
《덤플링》(영어: Dumplin')은 미국에서 제작된 앤 플레처 감독의 2018년 성장 코미디 드라마 영화이다. 대니엘 맥도널드, 제니퍼 애니스턴 등이 출연하였다.

## 출연
- 대니엘 맥도널드
- 제니퍼 애니스턴
- 오데야 러시
- 매디 밸리오
- 벡스 테일러클라우스
- 루크 벤워드
- 도브 캐머런
- 해럴드 페리노
- 캐시 너지미
- 댄 피너티
- 앤 머호니